# Iron Man 2 (soundtrack)
 For alternative betydninger, se Iron Man (flertydig). (Se også artikler, som begynder med Iron Man)
Iron Man 2 er et AC/DC-album, som udkom i 2010. Det er soundtracket til filmen af samme navn og indeholder sange fra gruppens tidligere albums. Iron Man 2 er noget af det tætteste man kommer på et AC/DC-opsamlingsalbum.

## Numre
1. "Shoot To Thrill" (Back in Black)
2. "Rock 'n' Roll Damnation" (Powerage)
3. "Guns For Hire" (Flick of the Switch)
4. "Cold Hearted Man" (Backtracks)
5. "Back in Black" (Back in Black)
6. "Thunderstruck" (The Razors Edge)
7. "If You Want Blood (You Got It)" (Highway to Hell)
8. "Evil Walks" (For Those About to Rock)
9. "T.N.T." (High Voltage)
10. "Hell Ain't a Bad Place to Be" (Let There Be Rock)
11. "Have a Drink on Me"
12. "The Razor's Edge" (The Razors Edge)
13. "Let There Be Rock" (Let There Be Rock)
14. "War Machine" (Black Ice)
15. "Highway to Hell" (Highway to Hell)